# Tabontebike
Tabontebike – miasto w Kiribati, leżące na największej wyspie atolu Abaiang.